# Ebensee am Traunsee
Ebensee am Traunsee este un oraș în Austria Superioară (în germană Oberösterreich), Austria.